# Zone 5 des transports en commun d'Île-de-France

Carte du RER d'Île-de-France indiquant la division de la région en zones tarifaires. La zone 5 est la 3e zone grise à partir du centre et la plus externe.

La zone 5 est une zone du système tarifaire zonal concentrique utilisé par les transports en commun d'Île-de-France, la plus extérieure.

## Historique

Carte du RER avant juillet 2011 : la zone 6 est encore présente.

La zone 5 a vu le jour en même temps que la carte Orange en 1975. En 1991 elle est agrandie lors de la généralisation de la carte Orange à l'ensemble de la région.
La zone 5 est comprise à l'origine entre les zones 4 et 6. Elle correspondait initialement aux zones urbaines en lisière de l'agglomération parisienne et d'ailleurs aux villes nouvelles (Cergy-Pontoise, Évry, Saint-Quentin-en-Yvelines etc.).
Le 1er juillet 2011, la zone 6 est intégrée dans la zone 5.
Avec la fusion progressive avec les anciennes zones 6, 7 et 8 elle couvre désormais l'ensemble des zones périurbaines et rurales de l'Île-de-France

## Gares
La zone 5 comprend 217 gares ou haltes, certaines étant desservies par plusieurs lignes.

### RER A
- Achères - Grand-Cormier
- Poissy
- Achères-Ville
- Conflans-Fin-d'Oise
- Neuville-Université
- Cergy-Préfecture
- Cergy-Saint-Christophe
- Cergy-le-Haut
- Noisiel
- Lognes
- Torcy
- Bussy-Saint-Georges
- Val d'Europe
- Marne-la-Vallée - Chessy

### RER B
- Aéroport Charles-de-Gaulle 2 TGV
- Aéroport Charles-de-Gaulle 1
- Mitry - Claye
- Villeparisis - Mitry-le-Neuf
- Le Guichet
- Orsay-Ville
- Bures-sur-Yvette
- La Hacquinière
- Gif-sur-Yvette
- Courcelle-sur-Yvette
- Saint-Rémy-lès-Chevreuse

### RER C
- Pontoise
- Saint-Ouen-l'Aumône
- Saint-Ouen-l'Aumône-Liesse
- Pierrelaye
- Saint-Quentin-en-Yvelines - Montigny-le-Bretonneux
- Saint-Cyr
- Sainte-Geneviève-des-Bois
- Saint-Michel-sur-Orge
- Brétigny
- La Norville - Saint-Germain-lès-Arpajon
- Arpajon
- Égly
- Breuillet - Bruyères-le-Châtel
- Breuillet-Village
- Saint-Chéron
- Sermaise
- Dourdan
- Dourdan - La Forêt
- Marolles-en-Hurepoix
- Bouray
- Lardy
- Chamarande
- Étréchy
- Étampes
- Saint-Martin-d'Étampes

### RER D
- Survilliers - Fosses
- Louvres
- Les Noues
- Goussainville
- Ris-Orangis
- Grand Bourg
- Évry-Val-de-Seine
- Grigny-Centre
- Orangis - Bois de l'Épine
- Évry-Courcouronnes
- Le Bras de Fer - Évry - Génopole
- Corbeil-Essonnes
- Essonnes - Robinson
- Villabé
- Le Plessis-Chenet
- Le Coudray-Montceaux
- Saint-Fargeau
- Ponthierry - Pringy
- Boissise-le-Roi
- Vosves
- Melun
- Moulin-Galant
- Mennecy
- Ballancourt
- La Ferté-Alais
- Boutigny
- Maisse
- Buno - Gironville
- Boigneville
- Le Mée
- Cesson
- Savigny-le-Temple - Nandy
- Lieusaint - Moissy
- Combs-la-Ville - Quincy
- Boussy-Saint-Antoine
- Brunoy

### RER E
- Émerainville - Pontault-Combault
- Roissy-en-Brie
- Ozoir-la-Ferrière
- Gretz-Armainvilliers
- Tournan

### Transilien H
- Bouffémont - Moisselles
- Montsoult - Maffliers
- Villaines
- Belloy - Saint-Martin
- Viarmes
- Seugy
- Luzarches
- Presles-Courcelles
- Nointel - Mours
- Bessancourt
- Frépillon
- Méry-sur-Oise
- Mériel
- Valmondois
- L'Isle-Adam - Parmain
- Champagne-sur-Oise
- Persan - Beaumont
- Saint-Ouen-l'Aumône-Liesse
- Saint-Ouen-l'Aumône
- Pontoise
- Épluches
- Pont-Petit
- Chaponval
- Auvers-sur-Oise
- Bruyères-sur-Oise

### Transilen J
- Conflans-Sainte-Honorine
- Éragny - Neuville
- Saint-Ouen-l'Aumône-Quartier de l'Église
- Pontoise
- Osny
- Boissy-l'Aillerie
- Montgeroult - Courcelles
- Us
- Santeuil - Le Perchay
- Chars
- Maurecourt
- Andrésy
- Chanteloup-les-Vignes
- Triel-sur-Seine
- Vaux-sur-Seine
- Thun-le-Paradis
- Meulan - Hardricourt
- Juziers
- Gargenville
- Issou - Porcheville
- Limay
- Mantes-Station
- Mantes-la-Jolie
- Poissy
- Villennes-sur-Seine
- Vernouillet - Verneuil
- Les Clairières de Verneuil
- Les Mureaux
- Aubergenville-Élisabethville
- Épône - Mézières
- Rosny-sur-Seine
- Bonnières

### Transilien K
- Mitry - Claye
- Compans
- Thieux - Nantouillet
- Dammartin - Juilly - Saint-Mard

### Transilien L
- L'Étang-la-Ville
- Saint-Nom-la-Bretèche - Forêt de Marly
- Achères-Ville
- Conflans-Fin-d'Oise
- Neuville-Université
- Cergy-Préfecture
- Cergy Saint-Christophe
- Cergy-Le-Haut

### Transilien N
- Saint-Cyr
- Fontenay-le-Fleury
- Villepreux - Les Clayes
- Plaisir - Les Clayes
- Plaisir - Grignon
- Villiers - Neauphle - Pontchartrain
- Montfort-l'Amaury - Méré
- Garancières - La Queue
- Orgerus - Béhoust
- Tacoignières - Richebourg
- Houdan
- Beynes
- Mareil-sur-Mauldre
- Maule
- Nézel - Aulnay
- Épône - Mézières
- Mantes-la-Jolie
- Saint-Quentin-en-Yvelines - Montigny-le-Bretonneux
- Trappes
- La Verrière
- Coignières
- Les Essarts-le-Roi
- Le Perray
- Rambouillet

### Transilien P
- Vaires - Torcy
- Lagny - Thorigny
- Esbly
- Meaux
- Trilport
- Changis - Saint-Jean
- La Ferté-sous-Jouarre
- Nanteuil - Saâcy
- Isles - Armentières - Congis
- Lizy-sur-Ourcq
- Crouy-sur-Ourcq
- Tournan
- Marles-en-Brie
- Mortcerf
- Guérard - La Celle-sur-Morin
- Faremoutiers - Pommeuse
- Mouroux
- Coulommiers
- Verneuil-l'Étang
- Mormant
- Nangis
- Longueville
- Sainte-Colombe-Septveilles
- Champbenoist - Poigny
- Provins

### Transilien R
- Melun
- Bois-le-Roi
- Fontainebleau-Forêt
- Fontainebleau - Avon
- Thomery
- Moret-Veneux-les-Sablons
- Saint-Mammès
- Montereau
- Montigny-sur-Loing
- Bourron-Marlotte - Grez
- Nemours - Saint-Pierre
- Bagneaux-sur-Loing
- Souppes - Château-Landon
- Livry-sur-Seine
- Chartrettes
- Fontaine-le-Port
- Héricy
- Vulaines-sur-Seine - Samoreau
- Champagne-sur-Seine
- Vernou-sur-Seine
- La Grande-Paroisse

### Transilien U
- Saint-Cyr
- Saint-Quentin-en-Yvelines - Montigny-le-Bretonneux
- Trappes
- La Verrière

### TER
Gares desservies exclusivement par trains TER :
- Angerville (TER Centre-Val de Loire)
- Bréval (TER Normandie)
- Gazeran (TER Centre-Val de Loire)
- Guillerval (TER Centre-Val de Loire)
- Monnerville (TER Centre-Val de Loire)

## Tramway
- T12 : entre Parc du Château et Évry-Courcouronnes
- T13 : entre L'Étang - Les Sablons et Saint-Cyr
- T14: toute la zone.